# Metis (filla d'Oceà)

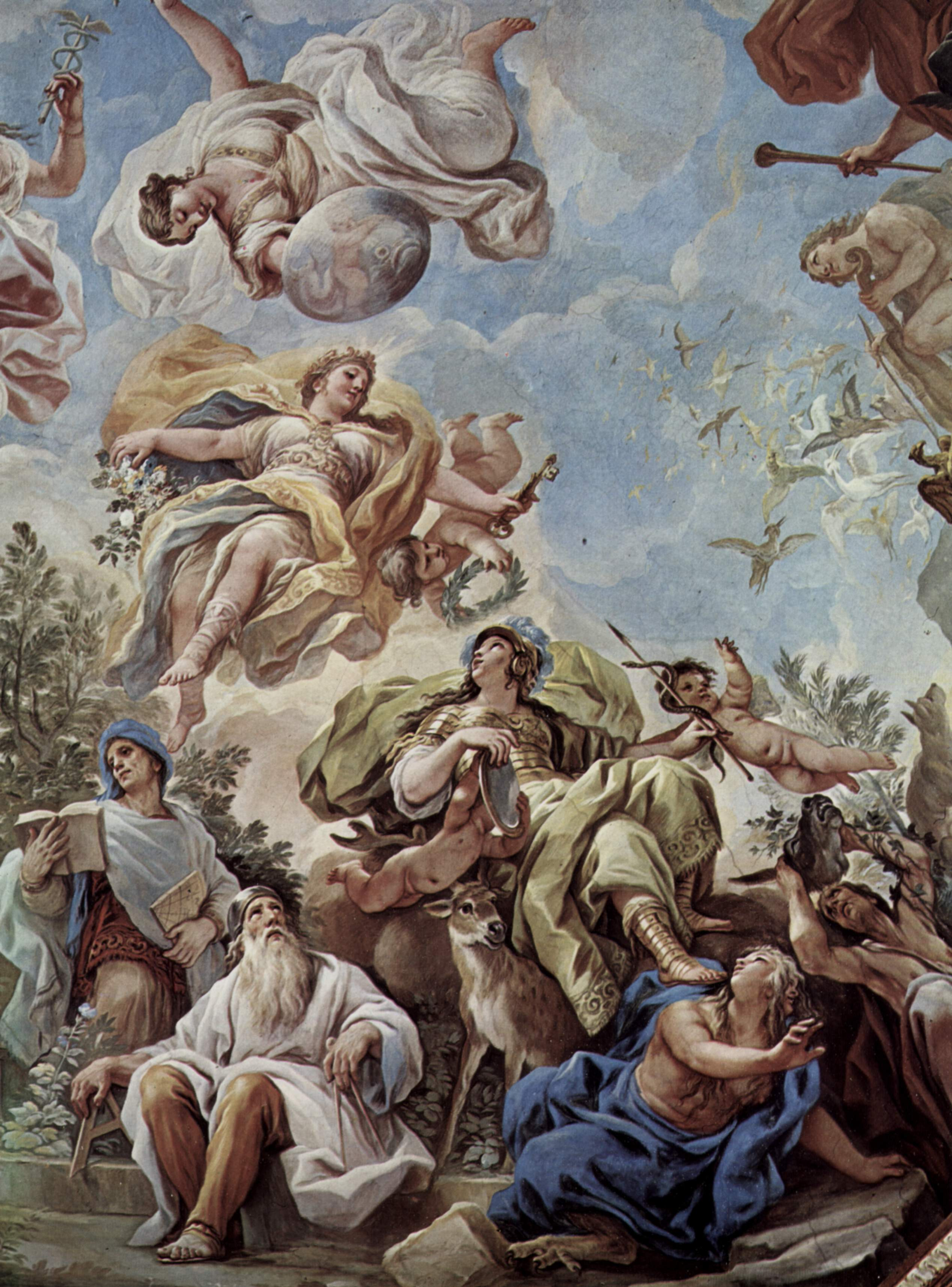
Metis com al·legoria de la prudència; Luca Giordano.

Segons la mitologia grega, Metis (en grec antic Μῆτις), va ser una nimfa, filla d'Oceà i de Tetis. El seu nom significa 'prudència', o, en el mal sentit, 'perfídia'.
Metis va ser la primera muller (o la primera amant) de Zeus i la que alliberà els germans d'aquest donant una droga a Cronos, després que fou derrotat, perquè els vomités, ja que se'ls havia empassat.
Havent sabut per l'oracle que un fill de Metis destronaria el pare i estant ja ella encinta, Zeus, per consell de Gea, o de la mateixa Metis, l'engolí. Passat el període de gestació, del cap de Zeus va néixer Atena.
Els estoics varen al·legoritzar Metis com a personificació de la prudència, forma en la qual va perdurar a l'antiga Roma i fins al temps del Renaixement. El gínjol, símbol del silenci, es feia servir als temples romans dedicats a la prudència.